# يوشيما أوزاكي
يوشيما أوزاكي (باليابانية: 尾崎 好美) هي عداءة مسافات طويلة وماراثون يابانية ولدت في يوم 1 يوليو 1981 في كاناغاوا. أبرز إنجازاتها كان فوزها بالميدالية الفضية في بطولة العالم لألعاب القوى 2009 في برلين في سباق الماراثون. أفضل رقم سجلته هو 2:23:30 ساعة في ماراثون طوكيو في سنة 2008.